# Geodezja niższa
Geodezja niższa, inaczej geodezja ogólna, geodezja szczegółowa, geodezja na płaszczyźnie, miernictwo – dział geodezji zajmujący się pomiarami „małych obszarów”, dla których powierzchnią odniesienia może być płaszczyzna pozioma.
Rezultatem przeprowadzonych pomiarów są wielkoskalowe mapy terenu otrzymane w odniesieniu do płaskich układów współrzędnych. Ograniczenie opracowań do tzw. „małych obszarów” pozwala na pominiecie w obliczeniach wpływu zakrzywienia Ziemi. Za „małe obszary” przyjmuje się powierzchnię zbliżoną do koła o promieniu nie większym niż 15,6 km i polu nie większym niż 750 km². Przedmiotem prac w zakresie geodezji ogólnej jest także projektowanie oraz pomiar szczegółowych osnów geodezyjnych.